# Tegli
Tegli (Teggi in ligure) è una frazione di Fraconalto in provincia di Alessandria, posta immediatamente ad Ovest rispetto al confine con la Liguria.
La frazione si trova su un colle che domina la valle formata dal Rio Busalletta, che a Busalla sfocia nello Scrivia dopo avere formato il Lago della Busalletta.

## Storia
In un atto notarile della primavera del 1642 si legge che "gli abitanti di Tegli, Sarreta, Freciola, a motivo della distanza, del freddo, dei ghiacci non possono senza pericolo, andare alla chiesa di S. Lorenzo" e che essi quindi richiesero all'Arcivescovo di Genova, Cardinal Stefano Durazzo, di erigere a parrocchia la loro chiesa di San Pietro di Tegli (atto per il quale essi avevano già ricevuto il consenso del rettore della Parrocchia di Fiaccone S. Lorenzo, Sac. Benedetto Risso), impegnandosi pagare un salario al futuro parroco.
La chiesa di San Pietro Apostolo venne quindi elevata a parrocchia nel 1645.
L'attuale chiesa risale al 1715.
La frazione seguì le sorti della Repubblica di Genova e poi della Liguria fino al 1859, quando, a causa del decreto Rattazzi, passò con l'intera provincia di Novi dalla Liguria al Piemonte (provincia di Alessandria).

## Distanze
- Genova 37 km
- Alessandria 80 km
- Fraconalto (AL) 4,4 km
- Voltaggio (AL) 12 km
- Gavi (AL) 20 km
- Novi Ligure (AL) 37 km
- Busalla (GE) 8,4 km
- Borgo Fornari (GE) 6 km
- Ronco Scrivia (GE) 11 km